# Steriphoma peruvianum
Steriphoma peruvianum là một loài thực vật có hoa trong họ Capparaceae. Loài này được Spruce ex Eichler miêu tả khoa học đầu tiên năm 1865.